# 星野伸之
星野伸之，（1966年1月31日—），日本棒球選手，出生於北海道旭川市，曾經效力於日本職棒阪神虎等隊伍，於2002年退休，生涯通算176次勝投。